# Josef Nerušil
Josef Nerušil (* 17. ledna 1986) je český politik, scenárista a redaktor, bývalý katolický církevní pracovník, v letech 2020 až 2021 člen Rady Českého rozhlasu, člen hnutí Svoboda a přímá demokracie (SPD) a jeho pražský volební lídr ve sněmovních volbách roku 2021. Od dubna 2022 je předsedou krajské organizace SPD v Praze, od září roku 2022 zastupitelem na Praze 10 a na Magistrátu hlavního města Prahy.

## Život a kariéra
V letech 1997 až 2005 vystudoval Klasické a španělské gymnázium Brno-Bystrc a následně v letech 2005 až 2013 obory evropská studia a bezpečnostní a strategická studia na Fakultě sociálních studií Masarykovy univerzity (titul Mgr.). Během studia absolvoval dva zahraniční studijní pobyty – na španělské Universidad de Zaragoza (2009 až 2010) a americké Kennesaw State University (2010 až 2011). V letech 2017 až 2020 studoval magisterský obor Dějiny evropské kultury na Katolické teologické fakultě Univerzity Karlovy v Praze; toto studium neměl k červenci 2021 řádně ukončené.
V letech 2004 až 2010 se podílel na dokumentární tvorbě České televize v rámci Televizního studia Brno. Je autorem televizních portrétů osobností (Tomáš Špidlík, Karel Otčenášek, Dominik Duka), televizního seriálu Duchovní kuchyně a několika příspěvků z cyklu Cesty víry. Mezi roky 2005 až 2010 byl také stálým spolupracovníkem Katolického týdeníku, v roce 2012 tři týdny působil jako redaktor české sekce Vatikánského rozhlasu. V letech 2011 až 2015 byl redaktorem zpravodajství Českého rozhlasu. V roce 2015 se účastnil konkurzu na pozici šéfredaktora Katolického týdeníku, v němž však neuspěl.
Od roku 2014 působil jako vedoucí referent Odboru vnějších vztahů Arcibiskupství pražského. Na starosti měl sociální sítě, například facebookový profil kardinála a pražského arcibiskupa Dominika Duky nebo twitterový účet arcibiskupství. Na konci srpna 2021 se dohodl na upravení pracovní smlouvy tak, aby se mohl více věnovat volební kampani před sněmovními volbami. Podrobnosti dohody arcibiskupství odmítlo zveřejnit. Nerušil projevil vůli v případě volebního neúspěchu v práci pro arcibiskupství pokračovat. Nakonec se ale rozhodl k práci na Arcibiskupství nepokračovat a nadále se věnovat politické činnosti.
Dlouhodobě spolupracoval s římskokatolickým knězem Milanem Badalem, bývalým členem Rady České televize a Rady Českého rozhlasu. Nejdříve na pořadech pro Českou televizi, v Katolickém týdeníku a později i jako jeho přímý podřízený na Odboru vnějších vztahů na pražském arcibiskupství. V Praze na Malé Straně od podzimu 2016 s Badalovou podporou provozoval klub Ambix Bar. K červenci 2021 byl bar majetkem firmy Ambix Praha s.r.o., v níž byl Nerušil jediným vlastníkem.
V květnu 2014 se stal také místopředsedou spolku Bydlíme v Králově Poli; právě tato organizace jej posléze nominovala do Rady Českého rozhlasu. Jejím členem byl zvolen Poslaneckou sněmovnou PČR dne 29. září 2020, když získal 91 hlasů od 171 hlasujících poslanců. V radě patřil Josef Nerušil ke kritikům údajné nevyváženosti vysílání Českého rozhlasu, zvláště pak stanice Český rozhlas Plus a byl iniciátorem usnesení, které konstatuje „nespokojenost s tím, jak je dbáno zásad objektivity, nestrannosti a vyváženosti ve vysílání stanice této stanice.“ Na zasedání Rady Českého rozhlasu 25. srpna 2021 Nerušil vyzval k rezignaci šéfredaktora této stanice Petra Šabatu, kvůli jeho bývalému členství v KSČ a Nerušilově nespokojeností s obsahem vysílání a ztrátou důvěry. Dne 2. září 2021 Nerušil oznámil, že na funkci v radě rezignuje, aby se mohl plně věnovat předvolební kampani v podzimních parlamentních volbách. Jeho mandát skončil k 8. září 2021. Předseda Rady České televize Pavel Matocha, ke kterému měl Nerušil během působení v radě názorově blízko, jeho rezignaci přivítal a označil za „krok ke kultivaci“.

## Politické angažmá

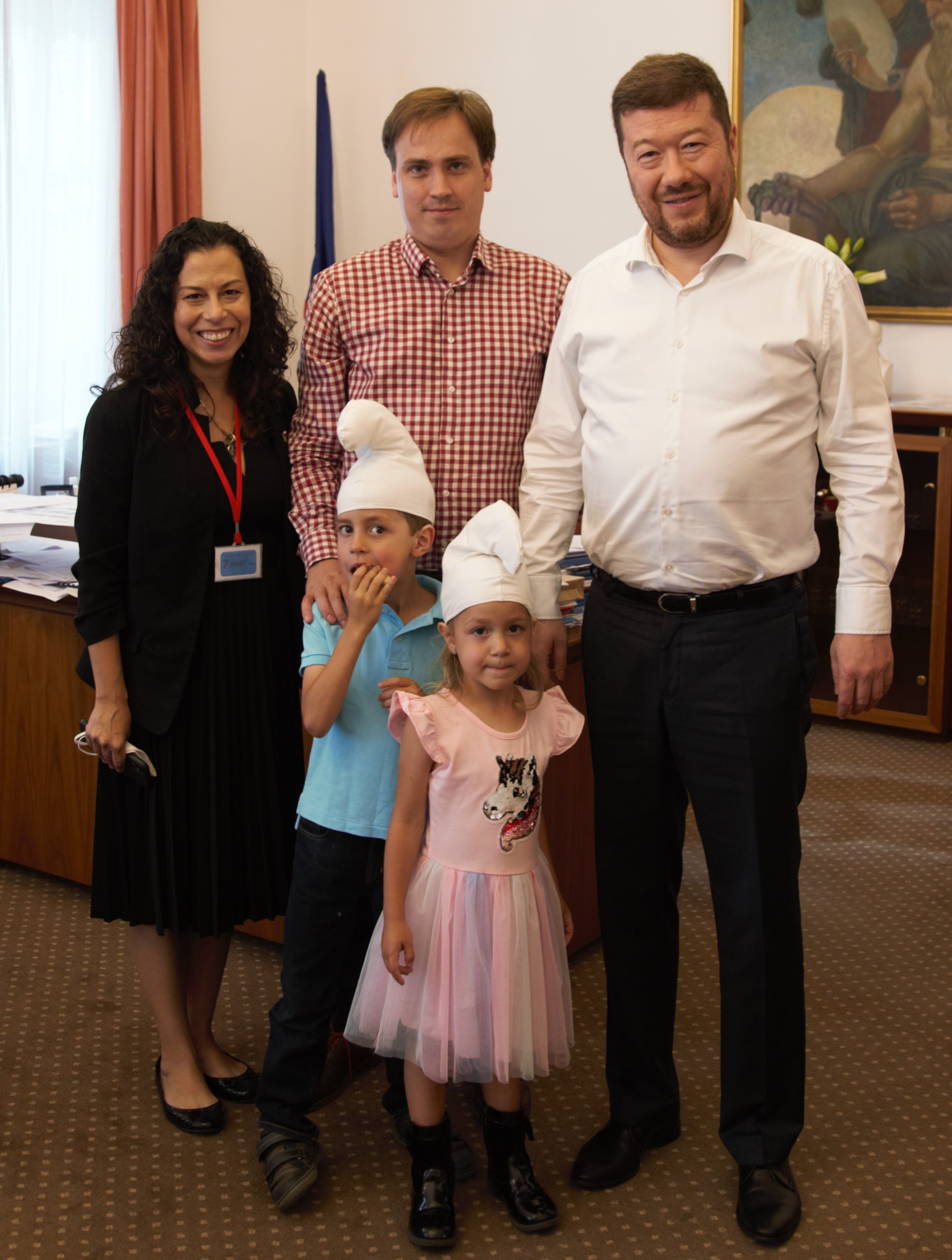
Josef Nerušil s Tomiem Okamurou, svou ženou a dětmi

V roce 2021 se stal členem hnutí Svoboda a přímá demokracie (SPD). Ve volbách do Poslanecké sněmovny PČR v roce 2021 byl nominován lídrem tohoto hnutí v Praze. Ke své motivaci uvedl, že „pokud tady nějaká strana reprezentuje křesťanské hodnoty, pak právě SPD“, a zmínil vlastenectví, odmítání eutanazie, stejnopohlavních sňatků, obranu vlastní kultury, v níž je podle něj církev důležitou institucí. Dále pro Deník N uvedl, že „je jakýmsi interním tajemstvím, že křesťané stále méně vnímají jako obhájce svých hodnot lidoveckou stranu a stále častěji hledají alternativu, nejčastěji v podobě SPD.“ Na tiskové konferenci SPD pak uvedl, že by se v Poslanecké sněmovně chtěl zabývat „otázkou svobody slova, nepřípustností cenzury ze strany sociálních sítí a českými veřejnoprávními médii“.
Ke konfliktu politického angažmá s členstvím v mediální radě v polovině července 2021 uvedl, že hodlá setrvat v Radě Českého rozhlasu a zvažuje buď nedocházení na schůze rady, nebo nehlasování na nich, dále zvažuje přerušení svého členství v SPD. Spojení Nerušila s SPD kritizoval mimo jiné na stránkách A2larmu Jan Bierhanzl, v rádiu Proglas proděkan Teologické fakulty Jihočeské univerzity Michal Opatrný či publicista a pedagog Jiří Zajíc. Kardinál Dominik Duka vyjádřil jeho rozhodnutí kandidovat za SPD „pochopení“.
V souvislosti s jeho kandidaturou za SPD pak Tomáš Halík 28. července 2021 zveřejnil na svém blogu článek, v něm Nerušila označil za člověka, který záměrně mate veřejnost, protože se snaží spojit katolickou církev se stranou, jejíž ideologie a praxe je v naprostém rozporu se základními principy křesťanství, s katolickým sociálním učením a stanovisky encyklik papeže Františka. Halík také připojil svědectví Ondřeje Lišky, že Nerušil úzce spolupracoval a sdílel domácnost s knězem a Dukovým nejbližším spolupracovníkem. Podle Halíka tento kněz kardinála Duku vtáhl do světa extrémní pravice a dezinformací, Nerušila pak označil za jeho společníka a pokračovatele. Liškovo a Halíkovo svědectví podpořil na Twitteru také Martin C. Putna. Josef Nerušil to v reakci na svém blogu označil za šíření nízkých pomluv a kydání špíny na politické soupeře.
Dne 29. července 2021 také 26 katolických osobností veřejného života, mezi nimi astronom Jiří Grygar, filosof Daniel Kroupa, biochemik Jan Konvalinka, ilustrátorka Martina Špinková či herečka Martha Issová, kteří Nerušilovu politickou činnost považovali za neslučitelnou s působením v mediální radě i s principy evangelia, zaslalo pražskému arcibiskupovi Dominiku Dukovi otevřený dopis, v němž jej vyzvali, aby se veřejně distancoval od mediálních radních Hany Lipovské a Josefa Nerušila. K srpnu 2021 připojilo svůj podpis dalších téměř 1 200 lidí, mezi nimi například kněz Marek Orko Vácha, Tomáš Halík, bývalý Dukův sekretář z Hradce Králové Vojtěch Macek, teolog Karel Skalický, spisovatel Jáchym Topol, hudebník David Koller, zpěvačka Hana Ulrychová nebo moderátorka Ester Janečková. Josef Nerušil to ve stranickém videu zveřejněném 3. srpna označil za iniciativu „pražské katolické kavárny“. Proti Nerušilově kandidatuře se důrazně vymezili také zástupci mnišských řádů a kongregací. Dne 4. srpna 2021 vydala Konference mužských a ženských řeholí prohlášení, ve kterém uvedla znepokojení nad jeho politickou angažovaností za SPD a vyzvala ho, aby své působení v politice i Radě Českého rozhlasu nespojoval s křesťanstvím a římskokatolickou církví.
Josef Nerušil jako pražský lídr kandidátky SPD v říjnových sněmovních volbách nebyl zvolen. Získal 1 356 přednostních hlasů a „přeskočil“ ho poslanec Jiří Kobza, jenž obdržel 3 149 preferenčních hlasů.
V únoru 2022 se stal prvním ředitelem nově zřízeného politického institutu hnutí SPD, v dubnu 2022 pak byl zvolen předsedou pražského Regionálního klubu hnutí SPD.[zdroj?]
V komunálních volbách v roce 2022 kandidoval jako člen SPD z 2. místa kandidátky uskupení „SPD, Trikolora, Hnutí PES a nezávislí společně pro Prahu“ do Zastupitelstva hlavního města Prahy. S počtem 19 795 hlasů byl zvolen a stal se tak prvním úspěšným kandidátem SPD v Praze. Se ziskem 2 505 hlasů byl zvolen také do zastupitelstva Prahy 10.
Ve sněmovních volbách v roce 2025 kandiduje na 3. místě kandidátní listiny hnutí SPD v Praze.

## Osobní život
Josef Nerušil má dvě děti, Josefa a Marii, s brazilskou překladatelkou a novinářkou Helen Pelipecki, s níž se seznámil v roce 2010 během studia ve Spojených státech amerických. Dlouhodobě žil v brněnské městské části Brno-střed, od roku 2021 uváděl bydliště v Praze 4 – Nuslích, se svojí rodinou bydlel na faře v Hostivicích, kde dříve působil jako administrátor farnosti Milan Badal.